# Чёрт и Кача
Чёрт и Кача (чеш. Čert a Káča) — опера чешского композитора Антонина Дворжака в 3 действиях, либретто Адольфа Венига. Первая постановка — Прага, Национальный театр, 23 ноября 1899 г.
Сюжетные мотивы Дворжак нашёл в сборнике чешских народных сказок, упорядоченном Боженой Немцовой и в пьесе-фарсе Йозефа Каэтана Масла «Чёрт на земле» (чеш. Čert na zemi). Опера хорошо воспроизводит народный дух чешского народа, в ней переплетаются социальные, бытовые и сказочно-фольклорные мотивы.
Упрямая и языкастая Кача попадает в ад, куда её затащил чёрт Марбуэль. Но он быстро пожалел о своей «добыче»: Кача руководит им, как мужчиной, и не дает покоя никому в аду. Спасать девушку в ад спускается пастух Ирка. Он заключает с чёртом сделку: пастух забирает Качу, а нечистый должен помочь крестьянам, которые мучаются под гнетом княгини. Когда чёрт приходит по душу княгини, та с перепугу соглашается освободить крестьян от барщины. В соседней комнате Ирка прячет Качу, услышав её голос, чёрт немедленно убегает.
Музыка оперы пронизана простым народным юмором и оптимизмом. Мелодика близка к народным песням, танцевальные ритмы звучат в чешском национальном стиле. Интересным в произведении является чрезвычайная простота общения народа с нечистой силой, тогда как господа её очень боятся.
В СССР оперу впервые поставили в Перми — в Пермском театре оперы и балета (1956).